# IPhone 11
Pour les articles homonymes, voir iPhone (homonymie).
Pour un article plus général, voir iPhone.
L'iPhone 11 est un smartphone, modèle de la 13e génération d'iPhone d'Apple. Il est présenté aux côtés de ses variantes haut de gamme iPhone 11 Pro et iPhone 11 Pro Max le 10 septembre 2019, lors d'une keynote à Cupertino en Californie.
Il présente de nombreux changements comparé à l'iPhone XR dont la puce Apple A13 Bionic, et un système de double appareil photo, similaire à l'iPhone X.

## Lancement
Avant son annonce officielle, le smartphone fait l'objet de nombreuses rumeurs comme sa conception. Les caractéristiques techniques et la conception du téléphone sont rendues publiques, dont beaucoup se sont révélées correctes (progrès de l'appareil photo et le maintien de l'encoche autour de la caméra frontale depuis le lancement de ses prédécesseurs, entre autres).
Annoncées le 10 septembre 2019, les précommandes débutent le 13 septembre et la mise en vente se fait le 20 septembre dans plus de 30 pays.

## Réception
Chris Velazco du site Engadget écrit que le smartphone est légèrement moins cher que l'iPhone XR, possède une batterie fantastique, une performance graphique de haut niveau mais critique néanmoins l'écran, les tons colorés et sa conception qui « n'est pas à la portée de tout le monde ».
Gareth Beavis de TechRadar note qu'« Il est passé d'un téléphone secondaire à un téléphone de populaire. Il offre la plupart des nouvelles fonctionnalités avec de bonnes caractéristiques et avec un coût inférieur à celui auquel beaucoup s'attendraient ».

## Composition

### Écran
Son écran est un écran Liquid Rétina LCD HD de 6,1 pouces avec une définition de 1 792 × 828 pixels. Il est doté du Haptic touch, de l'affichage TrueTone et d'un revêtement oléophobe résistant aux traces de doigts.
Il est classé IP68 résistant à une profondeur maximale de 2 m dans l'eau pendant environ 30 minutes et à la poussière.

### Appareil photo
Tout comme ses prédécesseurs, il possède un double appareil photo à l'arrière avec un grand-angle et un ultra grand-angle de 12 Mpx. Le grand-angle a une ouverture ƒ/1,8 tandis que l'ultra grand-angle a une ouverture ƒ/2,4 et un champ de vision de 120°.
Située à l'avant du téléphone, la deuxième caméra TrueDepth de 12 Mpx a une ouverture de ƒ/2,2, dispose de la détection des visages et du Smart HDR pouvant prendre des photos et des vidéos en 4K et en HD de 1 080 p jusqu'à 60 images par seconde, d'une prise en charge du ralenti vidéo en 1 080 p jusqu'à 120 images par seconde et permet également l'utilisation d'Animoji.

### Processeur et mémoire
Il est doté d'un SoC Apple A13 Bionic, un processeur hexacœur composé de deux cœurs qui sont 20 % plus puissant et 40 % plus économe que l'Apple A12 Bionic.
Le smartphone est doté d'options de stockages de 64 Go, 128 Go et 256 Go.

## Conception

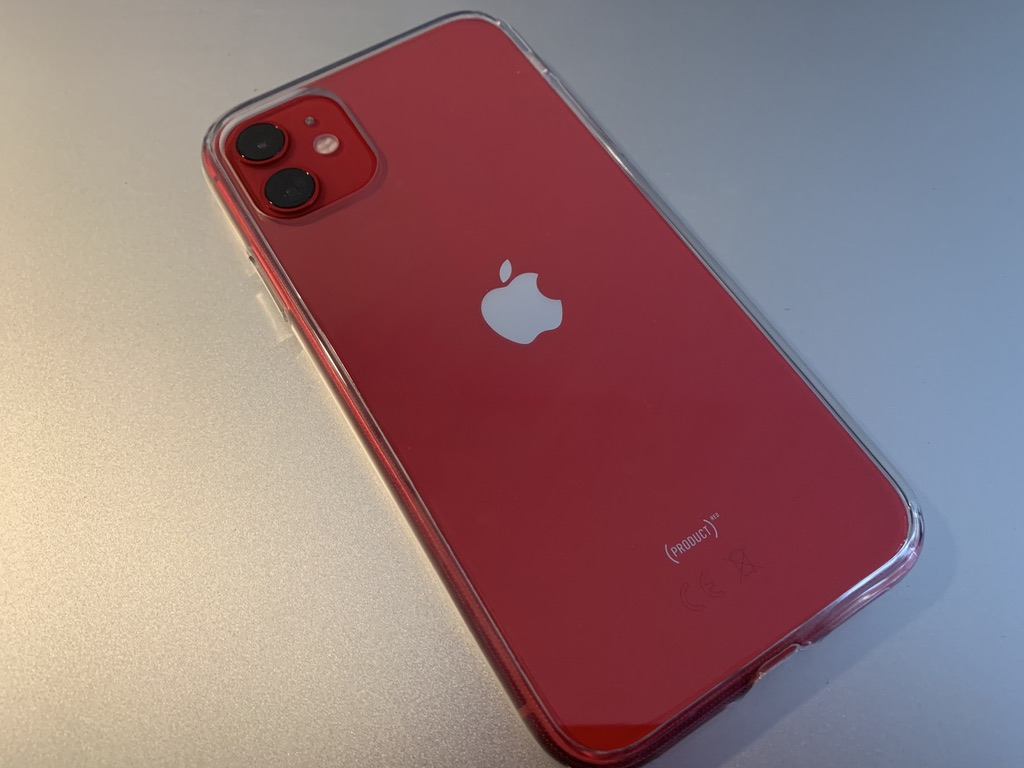
Un iPhone 11, en édition limité "Product RED", soit en couleur Rouge

Le téléphone a un dos en verre remplaçant le boîtier en aluminium des modèles précédents, ce qui permet l'utilisation de la charge inductive.
Ses dimensions globales sont similaires à l'iPhone XR. Il mesure 75,7 mm de largeur, 150,9 mm de hauteur et 8,3mm d'épaisseur,.
Il se décline en plusieurs couleurs telles que : blanc, noir, mauve, vert, jaune et rouge.

## Logiciel
Il est fourni avec iOS 13 et supporte la mise à jour iOS 26.

## Impact environnemental
Selon un rapport d'Apple sur le cycle de vie des smartphones, l'iPhone 11 dépense 72 kg de CO2 et serait le premier smartphone dont le moteur taptique est fabriqué à partir d'éléments rares recyclés à 100 %.
Son emballage est fabriqué avec des matériaux en fibre recyclables à 93 % dont 62 % de fibres sont recyclées.
Le smartphone consomme 40 % d'énergie en moins que ce que le département de l'Énergie des États-Unis requiert pour les systèmes de charge de batterie.